# Don't Knock the Rock
Pour plus de détails, voir Fiche technique et Distribution.
Don't Knock the Rock est un film musical américain de 1956 mettant en vedette Alan Dale et Alan Freed. Réalisé par Fred F. Sears, le film présente également des performances de Bill Haley & His Comets, Little Richard, The Treniers et Dave Appell and the Applejacks.
Produit par Sam Katzman, ce film est une suite de Rock Around the Clock du même producteur sorti la même l'année.
Le titre du film provient de l'un des singles à succès de Bill Haley de 1956. Cet enregistrement est joué sur le générique d'ouverture, mais c'est Alan Dale qui interprète le morceau dans le film. En effet, alors que Haley et son groupe sont les interprètes les plus populaires du film, l'histoire se concentre en fait sur le personnage de Dale.

## Synopsis
Un jeune chanteur de rock 'n' roll tente, avec le concours d'autres vedettes, de convaincre les adultes d'une ville américaine conservatrice que le rock n'est pas la musique violente et dégénérée qu'ils imaginent.

## Fiche technique
- Titre original : Don't Knock the Rock
- Réalisation : Fred F. Sears
- Scénario : Robert E. Kent
- Production : Sam Katzman (Clover Production)
- Photographie : Benjamin H. Kline
- Société de distribution : Columbia Pictures
- Pays :  États-Unis
- Langue : anglais
- Durée : 84 minutes
- Genre : film musical
- Format : noir et blanc - 1,85:1 - mono - 35 mm
- Date de sortie : États-Unis : 14 décembre 1956

## Distribution
- Alan Dale : Arnie Haines
- Alan Freed : lui-même
- Fay Baker : Arline MacLaine
- Patricia Hardy : Francine MacLaine
- Bill Haley : lui-même
- Little Richard : lui-même
- The Treniers : eux- mêmes
- Fay Baker : Arlene MacLaine
- Pierre Watkin : le maire George Bagley
- Dick Elliott : le shérif

## Accueil
Don't Knock the Rock est projeté à New York le 12 décembre 1956 (le film est souvent répertorié dans les livres de référence comme étant une sortie de 1957, en raison de sa première en décembre 1956). Le film est annoncé comme étant « la véritable histoire derrière les gros titres du rock 'n' roll mondial ». C'est la suite immédiate du précédent Rock Around the Clock, qui présente également Bill Haley et Alan Freed. Bien que Haley & his Comets soient les stars les plus populaires du film, leur rôle dans celui-ci reste relativement mineur et le film ne parvient pas à reproduire le succès de son prédécesseur au box-office. Malgré tout, un « remake » intitulé Don't Knock the Twist, faisant lui-même suite à Twist Around the Clock, est tourné en 1961 avec Chubby Checker en vedette.
Aujourd'hui, Don't Knock the Rock est surtout remarquable pour les performances de Bill Haley et Little Richard et pour l'apparition d'Alan Freed, tous membres depuis du Rock and Roll Hall of Fame, et pour le jeu de scène élaboré des Treniers.

## Chansons interprétées dans le film
1. Don't Knock the Rock - Bill Haley and His Comets (audio uniquement, sur le générique d'ouverture)
2. I Cry More - Alan Dale
3. You're Just Right - Alan Dale
4. Hot Dog Buddy Buddy - Bill Haley and His Comets
5. Goofin' Around - Bill Haley and His Comets
6. Hook, Line And Sinker - Bill Haley and His Comets (audio uniquement)
7. Applejack - Dave Appell and the Applejacks
8. Your Love Is My Love - Alan Dale
9. Calling All Comets - Bill Haley and His Comets
10. Out Of The Bushes - The Treniers
11. Rip It Up - Bill Haley and His Comets
12. Rocking On Saturday Night - The Treniers
13. Gonna Run - Alan Dale
14. Long Tall Sally - Little Richard
15. Tutti-Frutti - Little Richard
16. Country Dance - Dave Appell and the Applejacks
17. Don't Knock the Rock - Alan Dale

La version instrumentale à la guitare de Goofin' Around interprétée dans ce film diffère de celle sortie sur Decca Records ; elle n'est à ce jour pas encore publiée officiellement, bien qu'un enregistrement audio tiré du film soit édité à la fin des années 1990 par le label allemand Hydra Records.
En raison de la parution de partitions en lien avec ce film pour les titres Applejack et Country Dance, illustrées par une photo de Bill Haley plutôt que celle de Dave Appell, ces chansons sont souvent citées, à tort, comme des enregistrements de Haley, d'autant que ceux-ci sonnent un peu comme les chansons des Comets.
Trois chansons de Little Richard sont présentées ici : deux sont interprétées par Richard lui-même et la troisième est une reprise de son Rip It Up par Bill Haley.

## Sortie en vidéo
Don't Knock the Rock n'est jamais sorti officiellement sur VHS ou laserdisc en Amérique du Nord. En 2006, le film est édité en DVD par Sony Pictures (actuel propriétaire du catalogue de Columbia), réuni dans un coffret avec Rock Around the Clock.